# 호르헤 포사티
호르헤 다니엘 포사티 루라치(스페인어: Jorge Daniel Fossati Lurachi, 1952년 11월 22일~)는 우루과이의 축구 선수, 지도자로 현역 시절 포지션은 골키퍼였다. 그는 페냐롤과 CA 인데펜디엔테 등 남아메리카 지역의 프로 구단에서 활동했으며 우루과이 대표팀의 일원으로 뛰었다. 
현역 은퇴 후 남아메리카와 중동의 축구 구단의 감독을 맡았고 2024년부터 2025년까지 페루 축구 국가대표팀의 감독으로 재임했다.